# 深圳公交B688路
深圳公交B688路，由深圳湾口岸往來宝安实验学校，由深圳巴士集团股份有限公司营运。该路线已于2016年12月21日停止服务更改成M507路取代。

## 线路简介
- 深圳公交B688路由深圳巴士集团股份有限公司营运。
- 98路原属深圳巴士集团鹏翔客运分公司营运，2009年6月，98路移交至深圳巴士集团第五分公司南山事业部营运，并更改线路编号为B688路，线路性质也由干线巴士改为支线巴士。
- 该线路走向由深圳湾口岸往来宝安实验学校，全长10.73公里，全线拥有12台车（截止至2014年1月26日），车型为申龙客车SLK6753UF23空调巴士，全程行驶时间为50-55分钟。
- 服务时间：7:00-22:00。
- 班次间隔：8-10分钟一班

## 途经站点
- 往宝安实验学校方向：深圳湾口岸 - 后海滨路口 - 北师大附中 - 南门一坊 - 荔秀文化街 - 东滨路中 - 城市山林东 - 城市山林西 - 南山党校 - 南山村西 - 鼎太风华 - 南山残联 - 大新村 - 大新小学 - 星海名城 - 中南花园 - 宝安实验学校 (17站)

- 往深圳湾口岸方向：宝安实验学校 - 星海名城 - 大新小学 - 大新村 - 南山残联 - 鼎太风华 - 南山村西 - 南山党校 - 城市山林西 - 城市山林东 - 东滨路中 - 荔秀文化街 - 南门一坊 - 北师大附中 - 后海滨路口 - 深圳湾口岸 (16站)

## 资料来源
1. ↑  . jt.sz.bendibao.com.   [2018-02-11]. （原始内容存档于2018-02-11）.

- 深圳市交通运输委员会（深圳港务管理局）
- 深圳公交查询 （页面存档备份，存于）